# Osan-ri

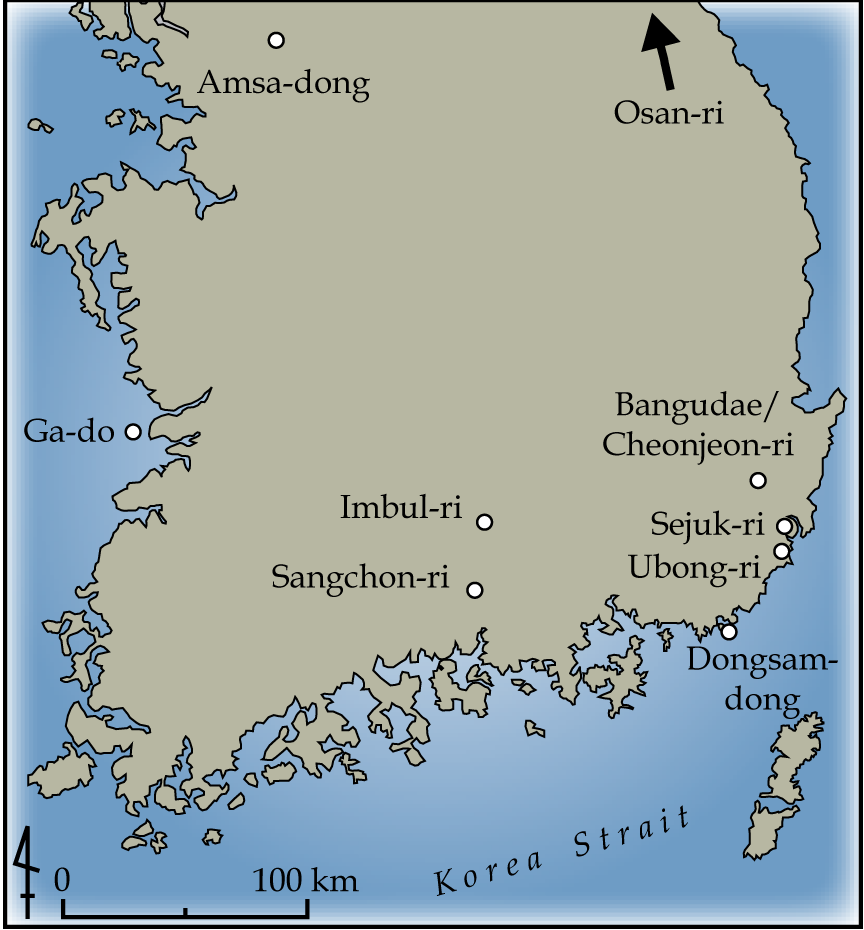
Mapa de los principales yacimientos del periodo Chulmun en el sur de Corea.

Osan-ri es un yacimiento arqueológico neolítico que se extiende 2 km a lo largo de una playa del Mar del Japón cerca de Yangyang, en el este de Corea del Sur. Data del 6000 al 3000 a. C., es decir del periodo de la cerámica Chulmun y ha sido designado sitio histórico nº 394.

## Descripción
La vida del pueblo estaba basada en la pesca marina. Aunque no se han encontrado restos de barcos, se han hallado grandes anzuelos que sugieren la posibilidad de que sus habitantes practicaran la pesca de altura. Se descubrió un artefacto de obsidiana, procedente del monte Paektu. 